# Diocesi di Hrodna
La diocesi di Hrodna (in latino Dioecesis Grodnensis Latinorum) è una sede della Chiesa cattolica in Bielorussia suffraganea dell'arcidiocesi di Minsk-Mahilëŭ. Nel 2023 contava 548.125 battezzati su 1.006.614 abitanti. È retta dal vescovo Uladzimir Huliai.

## Territorio
La diocesi comprende la voblasc' di Hrodna nella parte nord-occidentale della Bielorussia.
Sede vescovile è la città di Hrodna, dove si trova la cattedrale di San Francesco Saverio.
Il territorio si estende su 25.000 km² ed è suddiviso in 200 parrocchie, raggruppate in 16 decanati: Astravec, Ašmjany, Berastavica, Hrodna ovest, Hrodna est, Dzjatlava, Iŭe, Lida, Masty, Navahrudak, Radun', Sapockin, Slonim, Smarhon', Ščučyn e Vaŭkavysk.

## Storia
La diocesi è stata eretta il 13 aprile 1991 con la bolla Qui operam di papa Giovanni Paolo II, ricavandone il territorio principalmente dall'arcidiocesi di Vilnius e in parte dalla diocesi di Łomża.
Il 25 novembre 1993, con la lettera apostolica Probe novimus, lo stesso papa Giovanni Paolo II ha confermato la Beata Maria Vergine, venerata con il titolo di Mater Misericordiae, patrona principale della diocesi, e i santi Casimiro e Massimiliano Maria Kolbe patroni secondari.
In occasione del XXV anniversario di fondazione, la diocesi ha ospitato il Congresso eucaristico nazionale della Bielorussia (maggio 2016), alla presenza dell'inviato speciale di papa Francesco, il cardinale Zenon Grocholewski.

## Cronotassi dei vescovi
Si omettono i periodi di sede vacante non superiori ai 2 anni o non storicamente accertati.
- Aleksander Kaszkiewicz (13 aprile 1991 - 30 settembre 2024 ritirato)
- Uladzimir Huliai, succeduto il 30 settembre 2024

## Statistiche
La diocesi nel 2023 su una popolazione di 1.006.614 persone contava 548.125 battezzati, corrispondenti al 54,5% del totale.
| anno | popolazione | popolazione | popolazione | presbiteri | presbiteri | presbiteri | presbiteri                | diaconi | religiosi | religiosi | parrocchie |
| anno | battezzati  | totale      | %           | numero     | secolari   | regolari   | battezzati per presbitero | diaconi | uomini    | donne     | parrocchie |
| ---- | ----------- | ----------- | ----------- | ---------- | ---------- | ---------- | ------------------------- | ------- | --------- | --------- | ---------- |
| 1999 | 670.000     | 1.150.000   | 58,3        | 140        | 74         | 66         | 4.785                     |         | 72        | 185       | 163        |
| 2000 | 665.000     | 1.135.000   | 58,6        | 150        | 84         | 66         | 4.433                     |         | 73        | 180       | 165        |
| 2001 | 659.000     | 1.078.000   | 61,1        | 159        | 94         | 65         | 4.144                     |         | 71        | 160       | 165        |
| 2002 | 637.000     | 1.022.000   | 62,3        | 169        | 105        | 64         | 3.769                     |         | 69        | 175       | 169        |
| 2003 | 634.000     | 1.015.000   | 62,5        | 169        | 107        | 62         | 3.751                     |         | 67        | 177       | 169        |
| 2004 | 630.000     | 1.010.000   | 62,4        | 182        | 120        | 62         | 3.461                     |         | 68        | 173       | 170        |
| 2006 | 600.000     | 980.000     | 61,2        | 185        | 135        | 50         | 3.243                     |         | 53        | 185       | 170        |
| 2013 | 582.540     | 1.058.346   | 55,0        | 202        | 148        | 54         | 2.883                     |         | 55        | 143       | 194        |
| 2016 | 573.215     | 1.052.800   | 54,4        | 211        | 160        | 51         | 2.716                     |         | 51        | 120       | 195        |
| 2019 | 565.345     | 1.043.681   | 54,2        | 220        | 167        | 53         | 2.569                     |         | 54        | 120       | 198        |
| 2021 | 558.082     | 1.026.800   | 54,4        | 215        | 161        | 54         | 2.595                     |         | 56        | 116       | 200        |
| 2023 | 548.125     | 1.006.614   | 54,5        | 219        | 161        | 58         | 2.502                     |         | 61        | 113       | 200        |